# Мак
Вижте пояснителната страница за други значения на Мак.
Мак (Papaver) е род едногодишни, двугодишни и многогодишни растения от семейство Макови (Papaveraceae), състоящо се от около 100 вида, разпространени предимно в северното полукълбо, отровни в различна степен. Съдържат бял млечен сок, богат с алкалоиди. Цветовете най-често са оцветени в различния нюанси на червения цвят, като преобладава аленочервеният. По-рядко са оцветени в бяло и жълто. В България растат 8 вида. Най-разпространен като плевел е полският мак. Като култура се отглежда сънотворният мак (Papaver somniferum). Семената на повечето видове се използват като подправка в хлебопроизводството и в сладкарството. В южните райони на България в ограничени количества се отглежда българският сорт Пловдивски син 360.

## Полезна информация за българския фермер
Дивият мак се среща в планините, а също така и в полетата. Цветовете имат най-различен цвят – червен, бял и лилав. След прецъфтяването образува макова главичка със семе, в която се съдържа отровно вещество. При сушене запазва отровното си действие. Чувствителни на отравяния са говедата, свинете, конете и овцете.
Други отровни за стопанските животни растения са лютиче, орлова папрат, лупина, синап, елда, млечка, рицин, къклица.
(Източник: учебник по общо животновъдство за техникумите на Г. Кайтазов, И. Диваров, И. Ганчовски, стр. 33)

## Видове
- Papaver alboroseum
- Papaver alpinum
- Papaver argemone
- Papaver atlanticum
- Papaver bracteatum
- Papaver californicum
- Papaver chakassicum, Хакаски мак
- Papaver croceum
- Papaver dahlianum
- Papaver decaisnei
- Papaver degenii, Пирински мак
- Papaver dubium
- Papaver glaucum
- Papaver gorgoneum
- Papaver gorodkovii
- Papaver gracile
- Papaver hybridum
- Papaver kluanense
- Papaver lapponicum
- Papaver macounii
- Papaver mcconnellii
- Papaver nudicaule, Исландски мак
- Papaver orientale, Ориенталски мак
- Papaver pilosum
- Papaver pseudo-orientale, Псевдоориенталски мак
- Papaver pygmaeum, Пигмейски мак
- Papaver radicatum
- Papaver rhoeas, Полски мак
- Papaver rupifragum, Испански мак
- Papaver sendtneri, Бял алпийски мак
- Papaver somniferum, Сънотворен мак
- Papaver umbonatum
- Papaver walpolei

## Други
На мака е наречена улица в квартал „Горна баня“ в София (Карта).